# Peperomia tsakiana
Peperomia tsakiana là một loài thực vật có hoa trong họ Hồ tiêu. Loài này được C. DC. miêu tả khoa học đầu tiên năm 1899.